# Liste d'œuvres traitant de la peine de mort
Voici une liste non exhaustive d'œuvres traitant de la peine de mort.

## Écrits: livres
- La Peine de mort de Franc Marceau

### Ouvrages généraux
- Jean Imbert, plusieurs ouvrages avec le même titre
  - Jean Imbert, La peine de mort (Étude), Paris, Armand Colin, coll. « U 2 » (no 1), 1967, 208 p. (présentation en ligne).
  - Jean Imbert, La peine de mort (Étude), Paris, PUF, coll. « Que sais-je ? », 1972, 220 p..
- Cécile Prieur et Franck Johannès, La peine de mort (Recueil d'articles du journal Le Monde), Paris, Librio, 2002 (réimpr. 2005), 122 p. (ISBN 2-290-31450-1)
- Jean Marie Carbasse, La peine de mort, Paris, PUF, coll. « Que sais-je ? » (no 1834), 2011 (réimpr. 2004), 2e éd. (1re éd. 2002), 128 p. (ISBN 978-2-13-051660-6, 978-2-13-059234-1 et 2-13-051660-2, présentation en ligne).
- L'exécution capitale : Une mort donnée en spectacle de Régis Bertrand et Anne Carol
- Peines de mort : Histoire et techniques des exécutions capitales. Des origines à nos jours de Martin Monestier
- La peine de mort. L'histoire et la géographie de l'assassinat légal (d)  de Kurt Rossa
- La peine de mort: Esquisse historique et juridique de Paul Savey-Casard et François Perroux

### Romans
- L'Idiot, Fédor Dostoyevsky, 1874
- La Nuit du renard (en anglais : A stranger is watching), Mary Higgins Clark, 1977
- La Ligne verte, (en anglais : The Green Mile), Stephen King, 1996

### Essais sur des affaires capitales
- Le Pull-over rouge, de Gilles Perrault
- La Revanche de la guillotine, de Luc Briand
- Le Dernier guillotiné, de Jean-Yves Le Naour

### Les abolitionnistes
- Des délits et des peines, de Cesare Beccaria
- Le Dernier Jour d'un condamné, de Victor Hugo
- L'Abolition, de Robert Badinter
- L'Exécution, de Robert Badinter
- Contre la peine de mort, de Robert Badinter
- L'Étranger, d'Albert Camus
- Réflexions sur la peine capitale, d'Albert Camus et Arthur Koestler
- La Peine de mort, de Voltaire à Badinter de Sandrine Costa
- Beccaria, le droit de punir, de Michel Porret
- Beccaria et la culture juridique des Lumières, de Michel Porret
- La Ballade de la geôle de Reading d'Oscar Wilde
- Dieu et nous seuls pouvons de Michel Folco
- Le Couloir de la mort de John Grisham
- Claude Gueux de Victor Hugo
- L'affaire Tapner de Victor Hugo
- La loi et le bourreau: la peine de mort en débats, 1870-1985 de Julie Le Quang Suang
- La Fille Élisa d'Edmond de Goncourt, intrigue coécrite avec son frère Jules, mort avant la rédaction (le personnage éponyme est condamné à mort puis voit sa peine commuée en prison à perpétuité, elle aussi critiquée de manière implicite par le narrateur)

### Les bourreaux
- Paroles de bourreau : Témoignage unique d'un exécuteur des arrêts criminels, de Fernand Meyssonnier et Jean-Michel Bessette
- Le métier de bourreau, du Moyen Âge à aujourd'hui de Jacques Delarue
- Anatole Deibler, profession bourreau (1863-1939) de François Foucart
- Anatole Deibler, l'homme qui trancha 400 têtes de Gérard A. Jaeger
- Carnets d'exécutions - Anatole Deibler 1885-1939 de Gérard A. Jaeger
- Le carnet noir du bourreau - Les mémoires d'André Obrecht, qui exécuta 322 condamnés de Jean Ker
- Desfourneaux, bourreau - L'homme du petit jour de Sylvain Larue

### L'Antiquité
- Les peines de mort en Grèce et à Rome de Eva Cantarella
- Contribution à l'étude de la peine de mort sous la République Romaine de Claire Lovisi
- Du châtiment dans la cité. Supplices corporels et peine de mort dans le monde antique de Yan Thomas

### Du Moyen Âge à la Révolution
- La Guillotine dans la Révolution de Daniel Arasse
- La Guillotine et l'imaginaire de la Terreurde Daniel Arasse
- L'exécution publique à Paris au XVIIIe siècle. Une histoire des rituels judiciaires de Pascal Bastien
- La procédure devant la chambre criminelle du Parlement de Paris au XIVe siècle Louis de Carbonnières
- Violence et ordre public au Moyen Âge de Claude Gauvard
- De grace especial. Crime, État et société en France à la fin du Moyen Âge de Claude Gauvard
- Condamner à mort au Moyen Age. Pratiques de la peine capitale en France (XIIIe – XVe siècle) de Claude Gauvard
- Le Temps des supplices. De l'obéissance sous les rois absolus, XVe – XVIIIe siècle de Robert Muchembled
- Histoire de la décapitation de Paul H. Stahl

### Le lynchage aux États-Unis
- Under Sentence of Death : Lynching in the South de William Fitzbugh Brundage
- Le Lynchage aux États-Unis de Joël Michel
- Lethal punishment. Lynchings and Legal Executions in the South de Margart Vandiver
- The Many Faces of Judge Lynch : Extralegal Violence and Punishment in America de Christopher Waldrep

### Société, religion et pouvoir face à la justice
- Homo sacer, le pouvoir souverain et la vie nue de Giorgio Agamben
- Les chasses à l'homme de Grégoire Chamayou
- Le mythe de la Loi du talion de Raphaël Draï
- La vie des hommes infâmes, les Cahiers du Chemin n°29, p12 à 29 de Michel Foucault
- Dits et écrits de Paul H. Stahl
- The Death Penalty. An Historical and Theological Survey de James J. Megivern (la peine de mort confrontée aux oscillations de la théologie chrétienne)
- La Volonté de punir. Essai sur le populisme pénal de Denis Salas

## Images
- Jean Clair (dir.), Robert Badinter et al., Crime et Châtiment, Paris, Gallimard, coll. « Livres d'art », 2010, 416 p. (ISBN 978-2-07-012874-7, présentation en ligne).Catalogue de l’exposition  « Crime et châtiment », au Musée d'Orsay du 16 mars au 27 juin 2010. présentation officielle de l'exposition

### Films
- De sang-froid de Richard Brooks
- Deux hommes dans la ville (de José Giovanni)
- Douze hommes en colère (en anglais : 12 Angry Men), Sidney Lumet, 1957
- Dancer in the Dark de Lars von Trier
- Je veux vivre ! de Robert Wise
- Jugé coupable de Clint Eastwood
- Juste Cause de Arne Glimcher
- L'Abolition de Jean-Daniel Verhaeghe
- La Dernière Marche de Tim Robbins
- La Ligne verte de Frank Darabont
- Le Pull-over rouge de Michel Drach
- La Vie de David Gale de Alan Parker
- L'Invraisemblable Vérité de Fritz Lang
- M le maudit de Fritz Lang
- Nous sommes tous des assassins de André Cayatte
- Pendez-les haut et court de Ted Post
- Profession : reporter de Michelangelo Antonioni. Bien que ce film ne traite pas de la peine de mort, on y voit une véritable exécution, concernant un prisonnier politique, attaché et fusillé. Michelangelo Antonioni avait le souci de donner un aspect documentaire à son film et celui-ci comporte des images d'archives, dont cette exécution. Plusieurs pays ont censuré la scène.
- Rédemption - Itinéraire d'un chef de gang de Vondie Curtis-Hall
- Sacco et vanzetti (1971) de Giuliano Montaldo
- Truman Capote de Bennett Miller
- Tu ne tueras point de Claude Autant-Lara
- Tu ne tueras point de Krzysztof Kieślowski
- Killer : Journal d'un assassin de Tim Metcalfe, avec James Woods
- Un condamné à mort s'est échappé de Robert Bresson
- La Veuve de Saint-Pierre de Patrice Leconte
- Le Bourreau de Luis Garcia Berlanga
- Le diable n'existe pas (2020) de Mohammad  Rasoulof
- la voie de la justice (en anglais : just mercy) (2019) de Destin Daniel Cretton

### Documentaires
- Les Rescapés de la guillotine de Xavier-Marie Bonnot et Ursula Wernly-Fergui
- Erreurs fatales de Katy Chevigny, Kirsten Johnson
- Honk, Arnaud Gaillard et Florent Vassault, 2011
- Made in the USA de Sólveig Anspach
- Procédure 769 de Jaap Van Hoewijk
- Toute ma vie en prison (In prison my whole life) de Marc Evans
- Ranucci : la vérité impossible de Xavier-Marie Bonnot
- Un moment dans la vie de Hank Skinner de Jordan Feldman
- Une peine infinie de David André
- Un coupable idéal (en anglais : Murder on a Sunday Morning), Jean-Xavier de Lestrade, 2003.
- Into the Abyss de Werner Herzog

## Chansons et poèmes

### En France
- Dabatcha'ZZ - Le grand pardon
- Le Gorille de Georges Brassens (1952)
- Le Condamné à mort de Jean Genet, par Hélène Martin (1961)[1]
- Ni Dieu ni maître de Léo Ferré (1965)
- Sauvez-moi de Johnny Hallyday (1972)
- La Mort des loups de Léo Ferré (1975)
- Je suis pour de Michel Sardou (1976)
- La Mort au choix de Bérurier Noir (1984)
- La Dernière de Louisa Mauer (2012)
- L'assassin assassiné de Julien Clerc (1978)

### Ailleurs
- Hallowed be thy Name de Iron Maiden
- The Man I Killed de NOFX
- 25 Minutes To Go de Johnny Cash
- Rutsah de Eths
- To Hell and back again de Saxon
- Capital Punishment de Wumpscut
- Ride The Lightning de Metallica
- The mercy seat de Nick Cave, reprise par Johnny Cash
- The iron lady de Phil Ochs
- I hung my head de Sting

## Séries télévisées
21 Jump Street saison 4 épisode 16. Titre "Peine capitale" avec Josh Richman.
- Babylon 5 dans l'épisode 5 de la troisième saison, Dans les jardins de Gethsemane.
- Oz
- Prison Break
- Les Simpson : épisode Une chaise pour deux, lors duquel Homer et Marge sont condamnés à mort pour un meurtre qu'ils n'ont pas commis.Notes et références  1. ↑  Chanson reprise par Étienne Daho sous le titre Sur mon cou en 1996, ou sous son titre original par Hervé Villard.